# På begäran (album av Swe-Danes)
På begäran – Swe-Danes är ett livealbum från 1962 med Swe-Danes.

## Låtlista
1. Hallå Stockholm här är vi (Al Jolson/George Gard DeSylva/Joseph Meyer/Gösta Bernhard) – 1:20
2. Allt beror på dig (George Gard DeSylva/Ray Henderson/Lew Brown/S.S. Wilson) – 2:03
3. Gunga i en hammock (Pete Wendling/Tot Seymour/Charles O'Flynn/Gösta Rybrant) – 2:53
4. Swe-Dane Symphony (Ulrik Neumann) – 3:34
5. Bada & bæde (George Gershwin/Ira Gershwin/Eric Sandström) – 3:40
6. Det var en lördag aften (trad, arr Svend Asmussen) – 3:31
7. Vårat gäng (Nils Perne/Sven Paddock) – 6:27
8. Love Is Here to Stay (George Gershwin/Ira Gershwin) – 4:35
9. Side by Side (Harry M Woods/Gus Kahn) – 2:39
10. Georgia Camp Meeting (trad, arr Svend Asmussen) – 6:46
11. Oh What a Day (Svend Asmussen) – 4:12
12. The Old Scat Shiffle (Ulrik Neumann) – 2:03

## Medverkande
- Alice Babs – sång
- Svend Asmussen – violin
- Ulrik Neumann – gitarr